# Flugasche (Roman)
Flugasche ist ein Roman der Schriftstellerin Monika Maron. Er basiert auf Marons tatsächlichen Erfahrungen als Journalistin für die Ost-Berliner Wochenpost im Chemierevier der DDR, ihrer Auseinandersetzung mit Zensur, Überwachung und Umweltverschmutzung. Der Roman erschien 1981 im westdeutschen S. Fischer Verlag.

## Handlung
Der Roman erzählt von den Bemühungen der Ost-Berliner Journalistin und alleinerziehenden Mutter Josefa Nadler, eine Reportage über das gesundheitsschädigende Braunkohlekraftwerk in der Stadt „B.“ (gemeint ist Bitterfeld) zu schreiben. Die Ich-Erzählerin Nadler berichtet, wie ihre Reportage der Zensur zum Opfer fällt: Die Regierung will zwar ein neues und sichereres Kraftwerk erbauen, aber auch das alte soll weiterhin in Betrieb bleiben. Nadler sieht sich aufgrund ihrer aufklärerischen Bestrebungen bald einem erheblichen Druck und Repressalien ausgesetzt. Sie muss sich vor der Parteileitung der SED sowie vor vielen Kollegen rechtfertigen und steht von daher in einem moralischen Dilemma, das aufgrund ihrer familiären Situation noch weiter verschärft wird. Der Roman endet mit der Schließung des Braunkohlekraftwerks. Die berufliche Zukunft der Journalistin bleibt ungewiss.
Die Stadt B. wird in dem Roman als äußerst verschmutzt dargestellt, wobei die Ursache für diese Verschmutzung auf das Vorhandensein eines alten Braunkohlekraftwerks in der Stadt zurückzuführen ist. Die 30-jährige Journalistin beschreibt, wie die Bewohner ständig ihre Fenster putzen, da die Schornsteine [der Fabrik] wie Kanonenrohre in den Himmel ragen und ihren schmutzigen Inhalt auf die Stadt abfeuern, der dann sanft wie Schnee herabrieselt. Dieses alte Kraftwerk kann – trotz eines Kraftwerkneubaus – aus ökonomischen Zwängen auf Weisung von „ganz oben“ nicht abgeschaltet werden. Alfred Thal, der Pressebeauftragte des nicht näher bezeichneten Betriebes, erwähnt, dass das Gebäude des neuen Kraftwerkes hellblau sei, „Wenn wir hier schon keinen blauen Himmel haben, dann baun sie uns wenigstens ein himmelblaues Kraftwerk -“. Die Bewohner der Stadt haben nämlich keinen blauen Himmel, da alles von dem schwarzen Ruß bedeckt ist. Alfred Thal bezeichnet B. selbst als „die schmutzigste Stadt Europas“.
Der regimekritische Roman beschäftigt sich mit der Umweltproblematik und den politischen wie wirtschaftlichen Verhältnissen in der DDR. Dabei attestiert Maron den DDR-Bürgern Feigheit und Duckmäuserei: „Die Menschen haben sich gewöhnt, und es geht eben nicht alles auf einmal, historische Notwendigkeiten und so weiter“, ein Vorwurf, den die Autorin auch in zahlreichen Interviews, Essays und Talkshows vorbrachte.

## Hintergrund
Der Roman trägt autobiographische Züge: Monika Maron war bis 1976 Reporterin bei der Wochenpost und veröffentlichte dort am 21. Juni 1974 eine Reportage über Bitterfeld. Anders als im Buch fiel diese zwar nicht komplett der Zensur zum Opfer, wurde aber nur mit starken Veränderungen abgedruckt. Die Erfahrungen, die Maron damals durch den Versuch der Veröffentlichung ihrer Reportage gemacht hatte, verarbeitete sie in ihrem Roman. Auch sonst erscheint das Buch als Schlüsselroman: „Der Eingeweihte [kann] in vielen handelnden Personen Kollegen wiedererkenn[en], wenn ihm Vorgänge bekannt vorkommen.“.
Maron äußerte sich in Interviews, Essays und Büchern oft gegen das DDR-Regime. Dabei war sie aufgrund verwandtschaftlicher Beziehung bis zu einem gewissen Grad geschützt: Ihr Stiefvater war der 1975 verstorbene Karl Maron, der bis 1963 Innenminister und ein in der Parteiführung hoch angesehener Mann war. Marons Verhältnis zur SED war ein ambivalentes. Obwohl das Buch im Westen als Musterbeispiel kritischer DDR-Literatur galt, ließ es Maron teilweise von einem Führungsoffizier der Stasi gegenlesen. Sie war auch, wie sich 1995 herausstellte, zwischen Oktober 1976 und Mai 1978 unter dem Decknamen „Mitsu“ als Inoffizielle Mitarbeiterin für das MfS tätig.
In der DDR wurde das Buch nicht veröffentlicht. In der Begründung des stellvertretenden Kulturministers hieß es, dass Maron darin „Schwarzmalerei“ betreibe. 1988 siedelte Maron nach Westdeutschland über, da sie in der DDR nicht mehr publiziert wurde. Die genauen Umstände der Entstehung ihres Romans Flugasche schilderte Monika Maron 2007 in einem Beitrag für die von Renatus Deckert herausgegebene Anthologie Das erste Buch. Schriftsteller über ihr literarisches Debüt.